# 亚硒酸铀酰铵
亚硒酸铀酰铵化学式为(NH4)2UO2(SeO3)2，是一种有毒的无机化合物，具有放射性。

## 制备
亚硒酸铀酰铵可以通过蒸发铵的铀酸盐在亚硒酸中的浓溶液制备，或由亚硒酸铵和硝酸铀酰的热溶液反应制得。